# Slovenia International 1967
Die Slovenia International 1967 fanden in Ljubljana statt. Es war die fünfte Austragung der internationalen Meisterschaften von Slowenien im Badminton.

## Titelträger
| Disziplin    | Sieger                        |
| ------------ | ----------------------------- |
| Herreneinzel | Franz Beinvogl                |
| Dameneinzel  | Irena Červenková              |
| Herrendoppel | Franz Beinvogl Jani Drinovec  |
| Damendoppel  | Hilde Kreulitsch Anni Fritzer |
| Mixed        | Franz Beinvogl Inge Mönch     |